# Somero
Somero este o comună din Finlanda.